# Dirk Wentura
Dirk Wentura (* 1961) ist ein deutscher Psychologe.

## Leben
Er erwarb das 1988 Diplom in Psychologie an der Universität Trier, 1994 den Dr. rer. nat. an der Universität Trier und 2000 die Habilitation in Psychologie an der Universität Münster. Von 2001 bis 2004 war er Universitätsprofessor der Psychologie an der Universität Jena, Fachrichtung Psychologie. Seit 2004 ist er Universitätsprofessor für Allgemeine Psychologie und Methodenlehre an der Universität des Saarlandes, Fachrichtung Psychologie.

## Schriften (Auswahl)
- Verfügbarkeit entlastender Kognitionen. Zur Verarbeitung negativer Lebenssituationen. Weinheim 1995, ISBN 3-621-27300-X.
- mit Werner Greve:  Wissenschaftliche Beobachtung in der Psychologie. Eine Einführung. München 1997, ISBN 3-621-27360-3.
- mit Christian Frings, Axel Mecklinger und Hubert D. Zimmer (Hrsg.): Beiträge zur 52. Tagung Experimentell Arbeitender Psychologen. 22. bis 24. März 2010 in Saarbrücken. Berlin 2010, ISBN 978-3-89967-626-6.
- mit Markus Pospeschill: Multivariate Datenanalyse. Eine kompakte Einführung. Wiesbaden 2015, ISBN 978-3-531-17118-0.